# Catedral de Santa María (Samarinda)
La Catedral de Santa María o simplemente Catedral de Samarinda (en indonesio: Katedral Santa Maria también Paroki Katedral Samarinda) es el nombre que recibe un edificio religioso que se encuentra ubicado en la ciudad de Samarinda, parte de la provincia de Kalimantan Oriental en el este de la Isla de Borneo, en el país asiático de Indonesia.
El templo sigue el rito romano o latino y es la iglesia principal de la arquidiócesis de Samarinda (Archidioecesis Samarindaënsis o Keuskupan Agung Samarinda) que fue elevada a su actual estatus por la bula "Cum Ecclesia" del papa Juan Pablo II en 2003.
Esta bajo la responsabilidad pastoral del arzobispo Justinus Harjosusanto. En este sector hay tres parroquias que sirven a las fieles, además de la parroquia catedral  también incluye la iglesia  San Lucas en Temindung (Paroki Santo Lukas Temindung) y la iglesia del Sagrado Corazón de Jesús en Seberang (Paroki Hati Kudus Yesus). Adicionalmente la catedral tiene una capilla dedicada a  San Pedro y San Pablo (Kapel St.Petrus-Paulus)